# Karimszkojei járás
A Karimszkojei járás (oroszul Карымский район) járás Oroszország Bajkálontúli határterületén. Székhelye Karimszkoje.
A járást 1926-ban hozták létre.

## Népessége
- 2002-ben 37 920 lakosa volt.
- 2010-ben 37 161 lakosa volt.